# Paris Gaels GAA
Le Paris Gaels GAA est un club sportif français basé à Paris et pratiquant les sports gaéliques : football gaélique, hurling et camogie. Le club fut fondé en avril 1995 par des Irlandais installés à Paris. Il est le premier club affilié à la GAA sur le continent européen (i.e. hors Irlande et Grande-Bretagne). En 2000, le club organise le premier tournoi de football gaélique à 11 à Paris avec des formations venant de Jersey, Guernesey, Rennes, La Haye et du Luxembourg. Le club a remporté plusieurs fois l'Euroligue masculine (plus haute compétition européenne hors Irlande) ainsi que le championnat de France au cours des années 2000.
En 2014, le club rassemble un nombre croissant de licenciés et aligne 5 équipes dans différents championnats : 2 équipes masculines de football gaélique, 1 équipe féminine de football gaélique, une équipe de hurling et une équipe de camogie. En mai 2014, le club a remporté le championnat Fédéral masculin de football gaélique sans avoir perdu le moindre match depuis le début de la saison.

## Palmarès

### Équipe masculine OUI OII BIDB
| Saisons   | Championnat de France | Euroligue masculine |
| --------- | --------------------- | ------------------- |
| 2011-2012 | 3e                    |                     |
| 2010-2011 | non qualifié          |                     |
| 2009-2010 | 2e                    | 2e                  |
| 2007-2008 | Vainqueur             | 2e                  |
| 2006-2007 | Vainqueur             | 3e                  |
| 2005-2006 | Vainqueur             | 3e                  |
| 2004-2005 |                       | Vainqueur           |
| 2003-2004 |                       | 2e                  |
| 2002-2003 |                       | Vainqueur           |
| 2001-2002 |                       |                     |
| 2000-2001 |                       | Vainqueur           |

### Équipe féminine
- Euroligue :
  - 2013 :
  - 2012 :
  - 2011 :
  - 2010 : Deuxième
  - 2009 : Deuxième
  - 2008 : Deuxième
  - 2007 : Vainqueur
  - 2006 : Troisième
  - 2005 : Deuxième
  - 2004 : Deuxième
  - 2003 : Deuxième
  - 2002 : Troisième
  - 2001 : Deuxième